# مارك إيستون
مارك إيستون (بالإنجليزية: Mark Easton)‏ هو مقدم تلفزيوني وصحفي بريطاني، ولد في 12 مارس 1959 في برزدن في المملكة المتحدة.